# Serena (Pokémon)
Serena (セレナ) is een personage in Pokémon. Ze verscheen voor het eerst in de computerspellen Pokémon X en Y, gevolgd door andere optredens in verschillende Pokémon-publicaties, zoals anime en manga.
Het personage is ontworpen door Ken Sugimori en Atsuko Nishida. De stemacteurs zijn Mayuki Makiguchi voor Japans, Haven Paschall voor Engels en Tara Hetharia voor Nederlands.
In de anime verschijnt Serena voor het eerst in Pokemon XY: The Series (17e seizoen). Ze raakt bevriend met Ash Ketchum, Clemont en Bonnie tijdens een reis naar de regio Kalos. Ze streeft naar een carrière als Pokémon-artiest in de hoop de titel van Koningin van Kalos te verdienen. Ze is de enige vrouwelijke reisgenoot die Ash op de lippen kuste in de laatste aflevering.
Serena verschijnt ook in de Pokémon Adventures-manga onder de naam Y of Yvonne Gabena. Ze verscheen ook in de computerspellen Pokémon Masters EX en Super Smash Bros.